# Cathédrale de l'Annonciation de Solvytchegodsk
Pour les articles homonymes, voir Cathédrale de l'Annonciation.
La cathédrale de l'Annonciation de Solvytchegodsk (en russe : Благовещенский собор) est un édifice orthodoxe situé dans la petite ville de Solvytchegodsk, dans l'oblast d'Arkhangelsk en fédération de Russie, dont l'origine remonte au XVIe siècle. Elle est dédiée à l'Annonciation, l'annonce faite à Marie de sa maternité divine par l'archange Gabriel.

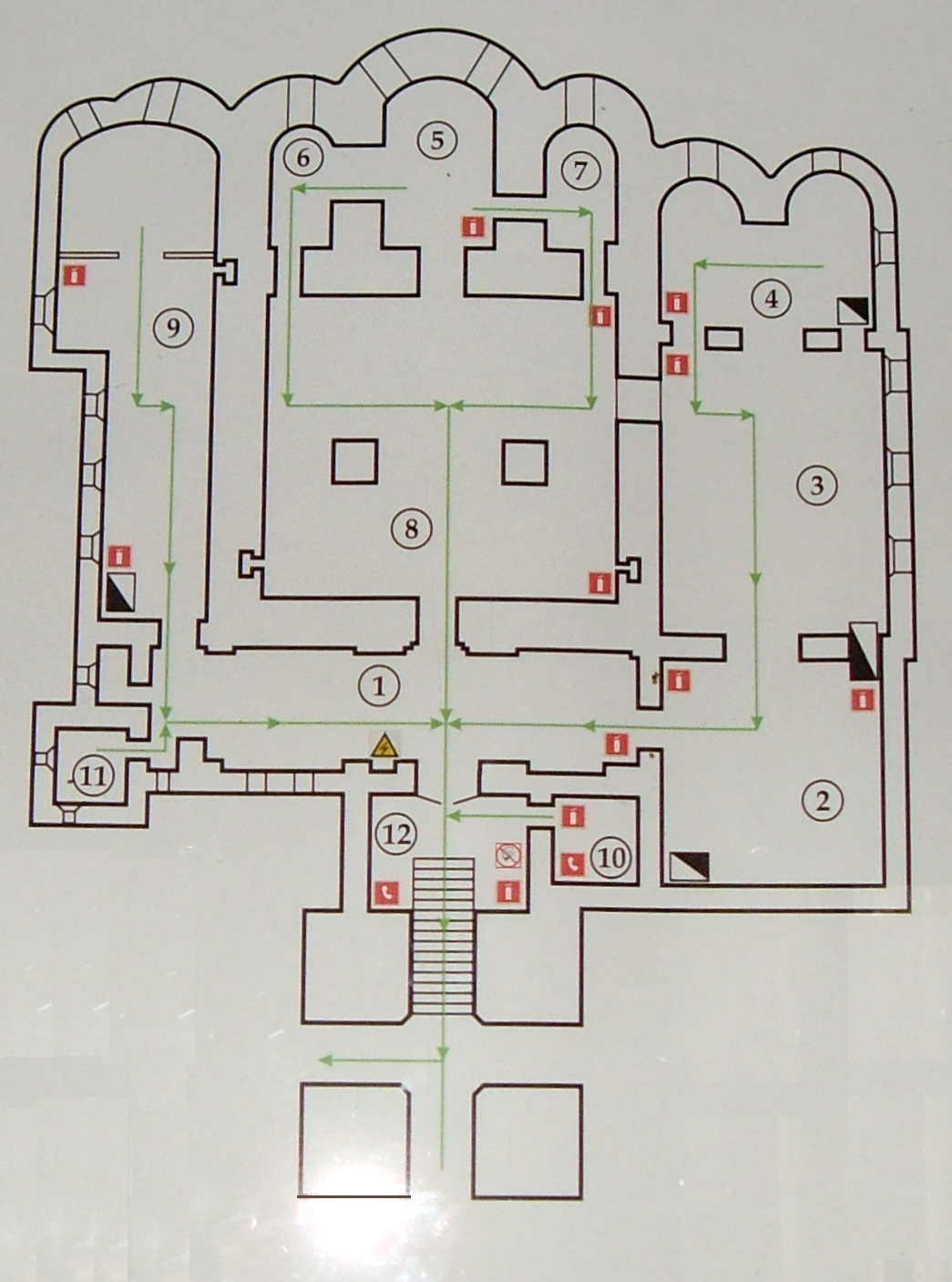
Plan de la cathédrale.
1 : paperte
2, 3 : exposition permanente
4 : autel sud
5 : autel de l'église d'été
6 : autel
7 : diakonik
8 : église d'été
9 : dépôt
10 : espace pour les assistants
11 : espace pour le personnel
12 : espace pour les gardiens

## Histoire
L'édifice est construit de 1560 à 1584. Il sera reconstruit plus tard, de 1819 à 1826. Le clocher n'est achevé qu'en 1826. L'entrepreneur qui a élevé l'édifice est un marchand de la ville, du nom de A.M. Markov.
Dès l'origine, la cathédrale est dédiée à l'Annonciation et comprend neuf chapelles intérieures dédiées à Jean le Baptiste, à la naissance de Jésus, à Nicolas le Thaumaturge, à Côme et Damien au métropolite Alexeï, à la Nativité de la Vierge Marie et à d'autres saints encore.
L'entrée dans la cathédrale et dans les chapelles se fait initialement par trois petites ailes au sud, au nord et à l'ouest. Le clocher est situé au nord. En 1810, la ville subit un incendie qui détruit d'autres églises, mais cette cathédrale n'est pas touchée. Des restaurations ont toutefois été menées qui ont consisté à ajouter des goulbichtchés au nord et au sud. Du côté est, apparaissent également des contreforts. Au sud, est ajoutée une église chauffée. Un nouveau clocher est construit, au travers duquel est créée une entrée.
La surface au sol de l'édifice est de 36 × 32 m, la hauteur est de 33 m.
L'intérieur de la cathédrale d'été a été conservé jusqu'à nos jours : les fresques exécutées sous la direction de maîtres moscovites tels Stephane Arephev et Fiodor Savine datant de 1597—1600 ; une haute iconostase avec des portes royales décorées de plaques d'étain dorées ; des icônes dont une partie a été réalisée par des peintres d'icônes réputés à la cour du Tsar.
La haute iconostase à quatre niveaux a été réalisée dans les années 1690, par un sculpteur sur bois du nom de Grigori Oustinov. Depuis la fin du XVIe siècle, les portes royales sont conservées. C'est un travail remarquable d'art ancien, exemple à la fois complexe et subtil, très habilement exécuté.
La coupole est de structure originale et s'appuie sur deux piliers placés au centre du volume intérieur. Elle détermine la forme extérieur de l'édifice.
Des expositions permanentes sont organisées dans la cathédrale qui présentent les contributions de la famille Stroganov : des peintures, des icônes, des broderies, des pièces en argent, des miniatures précieuses, des sculptures en os, en pierre, en bois. Sur le côté nord-ouest se trouvent les sépultures de la famille Stroganov, qui comprennent 28 pierres tombales datant d'entre les XVIe et XVIIe siècles.

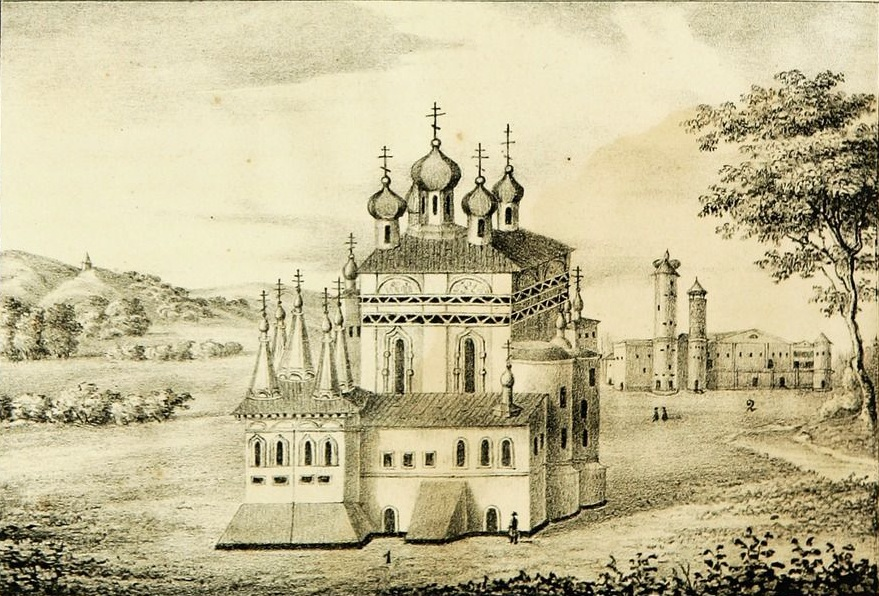
L'église, avec le palais des Stroganov en arrière-plan. Dessin du  XIXe siècle.
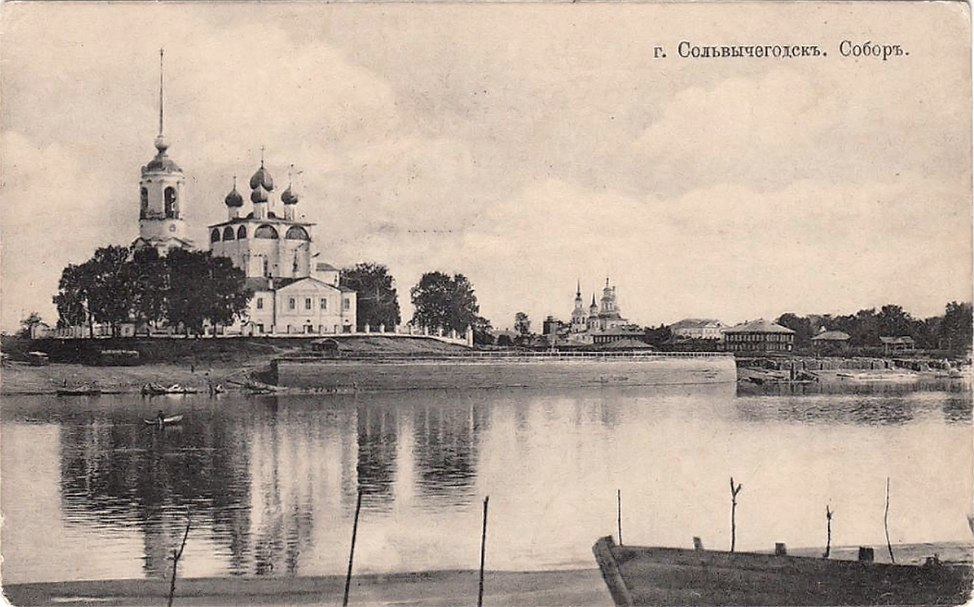
Photo du XIXe siècle.
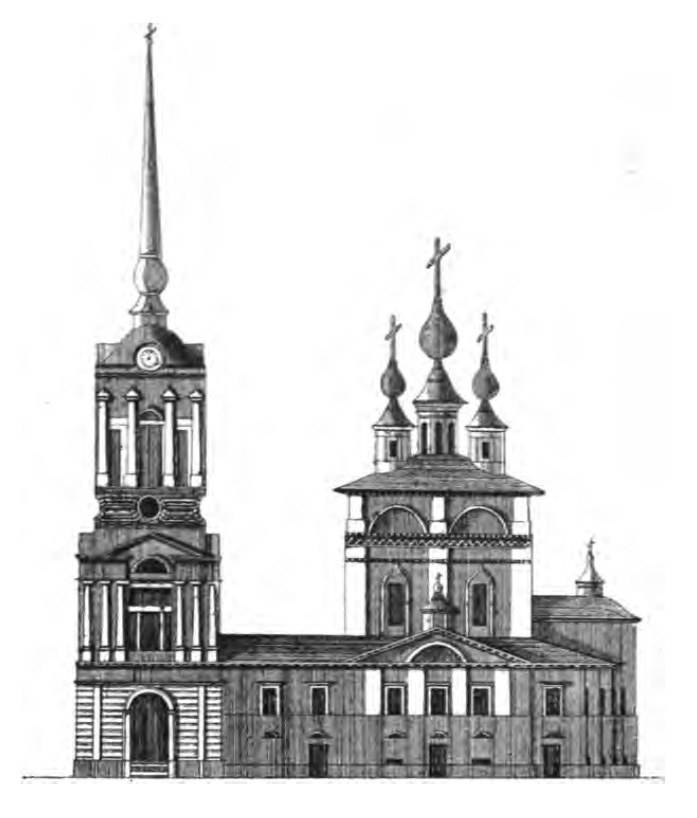
Dessin de la fin du XIXe siècle, vue du côté sud.
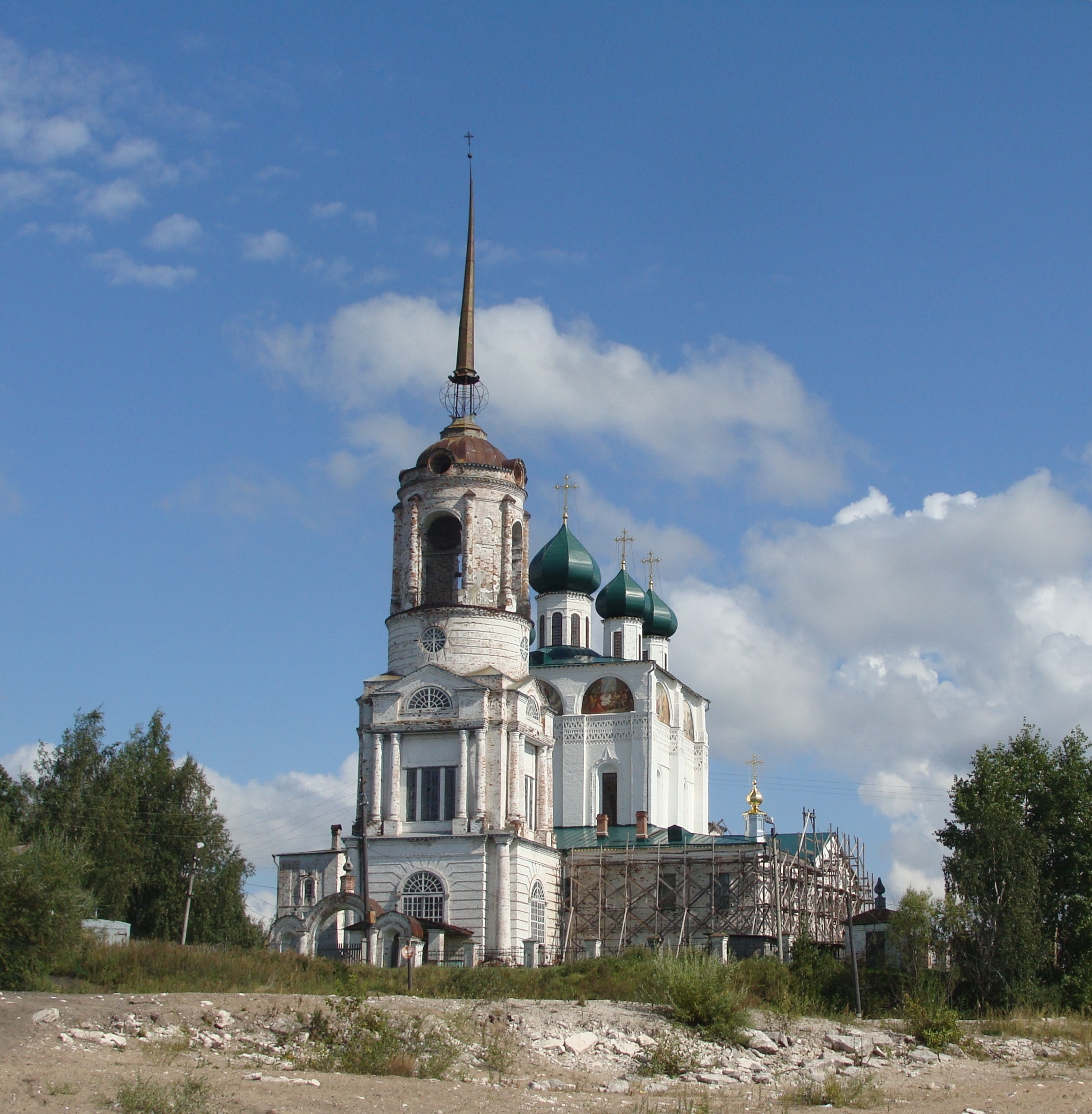
Le clocher, photo de 2012.
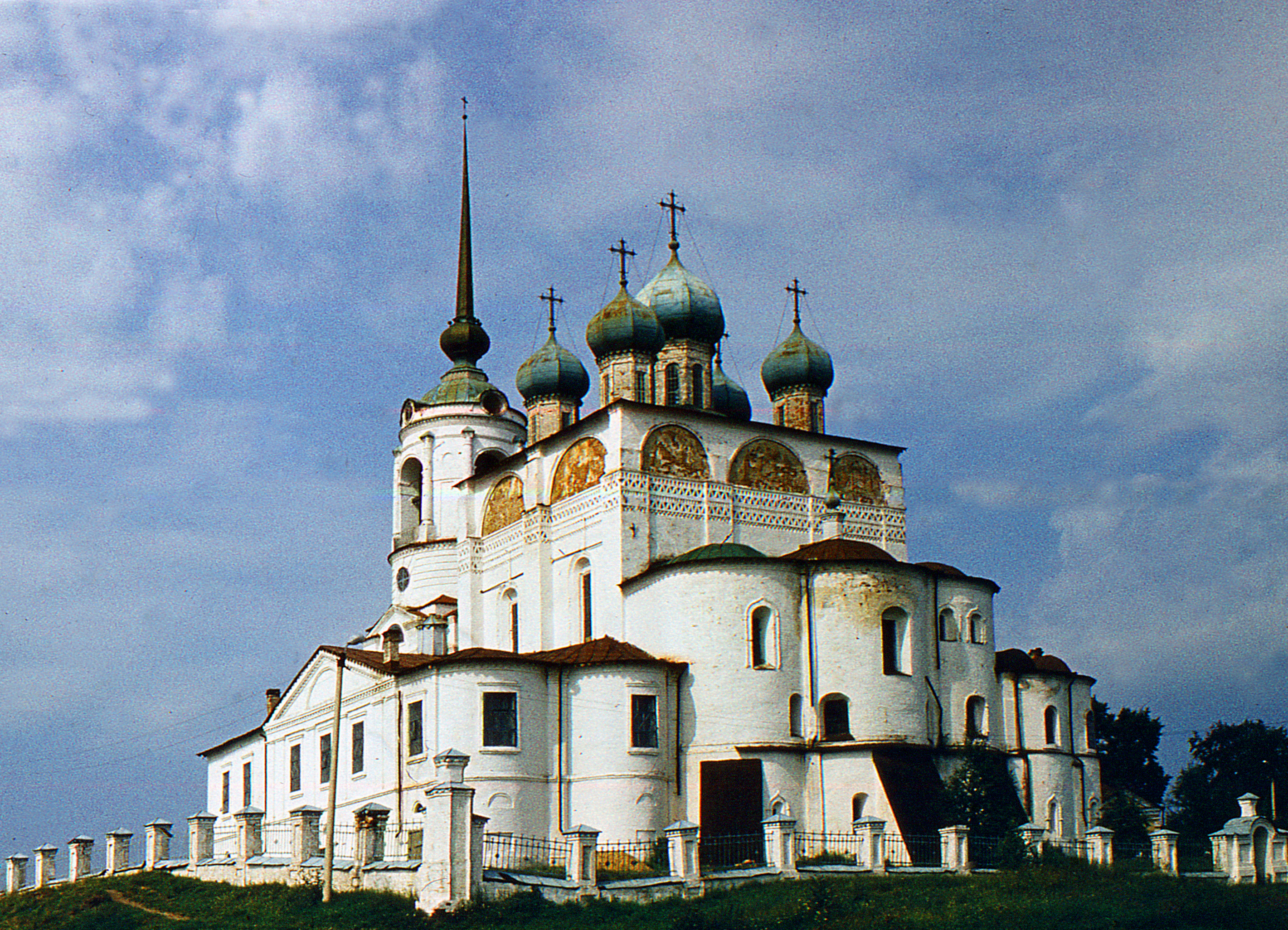
Les absides de la cathédrale.
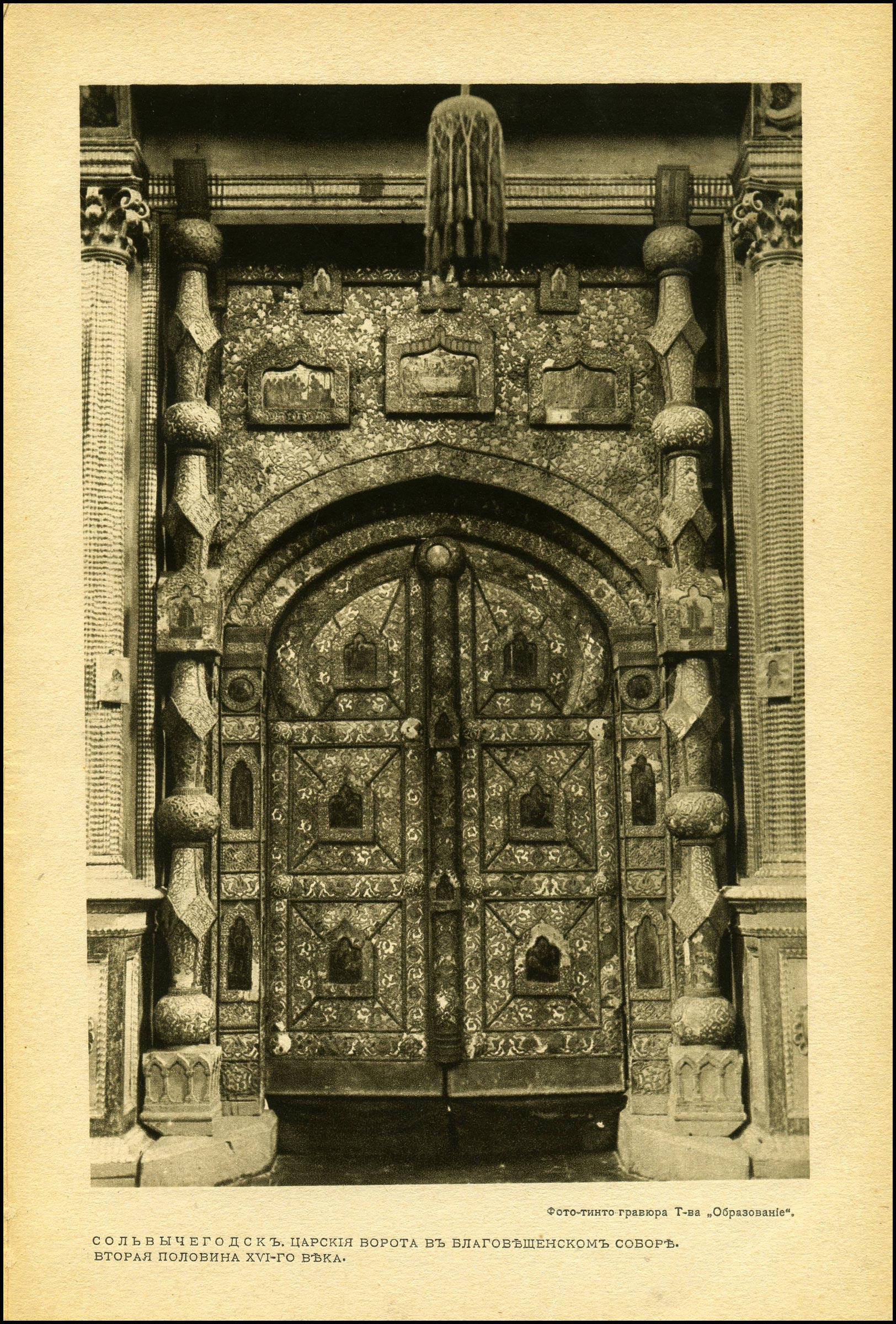
Portes royales, photo de 1914.
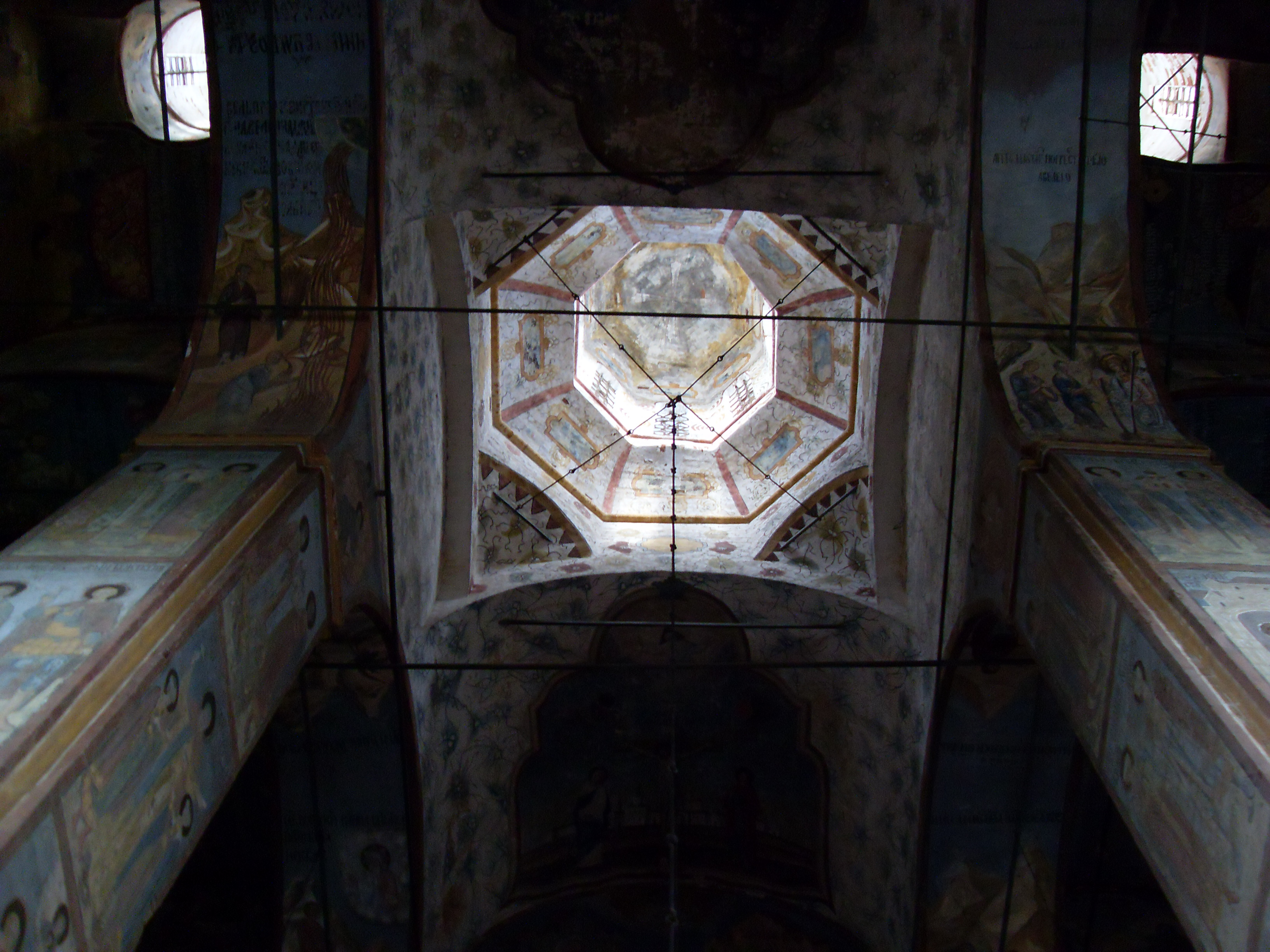
Coupole de l'église et fresques.